# Maria Jeritza

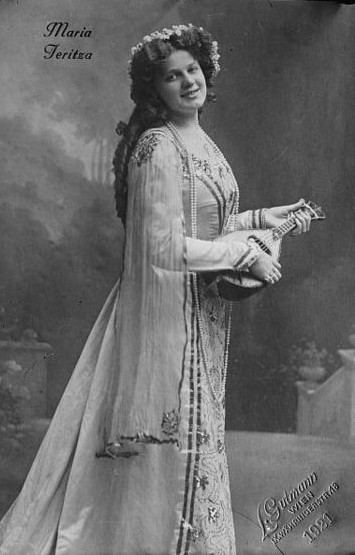
Maria Jeritza.

Maria Jeritza (nacida Maria Jedličková, Brno, Moravia, 6 de octubre de 1887 - Orange, Nueva Jersey, 10 de julio de 1982) fue una célebre soprano dramática morava, asociada durante mucho tiempo con la Ópera Estatal de Viena (1912–1935) y el Metropolitan Opera (1921-1932). 
Su sensacional ascenso a la fama, su espectacular belleza y personalidad le proporcionaron el mote de The Moravian Thunderbolt.
En 1910 debutó como Elsa en Lohengrin, en Olomouc. El emperador Francisco José la oyó e inmediatamente ordenó que se la ofreciera un contrato en la Hofoper imperial de Viena donde cantó un amplio repertorio que incluyó óperas de Verdi, Mozart y Wagner.

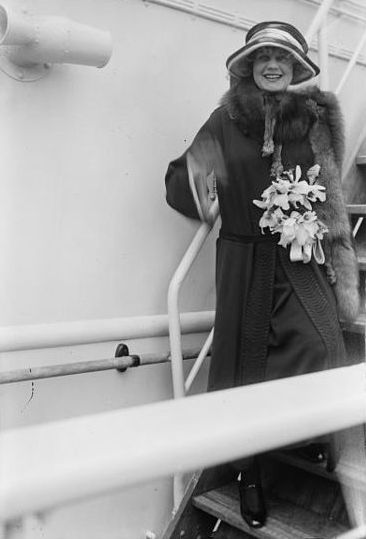

Una de las sopranos favoritas de Richard Strauss, creó los roles de Ariadne en Ariadne auf Naxos (1912), la emperatriz en Die Frau ohne Schatten (1919), y Marie/Marietta en la obra de Korngold Die tote Stadt (1920), siendo este último el rol con el que debutó en el Met el 19 de noviembre de 1921.
El 16 de noviembre de 1926, protagonizó el rol titular de Turandot en su premier norteamericana en el Met, donde también creó el protagónico de Jenufa (1924) de Leoš Janáček, I gioielli della Madonna (1925) de Ermanno Wolf-Ferrari, Violanta (1927) de Korngold, Die ägyptische Helena (1928) de Richard Strauss, y Boccaccio (1931) de Franz von Suppé, así como Donna Juanita (1932). 
Su popularidad en el Met fue, como en Viena, inmensa, especialmente como Tosca - fue una de las Toscas favoritas de Giacomo Puccini - Carmen y la Thaïs de Massenet. Su rivalidad con la soprano Lotte Lehmann (la otra preferida de Strauss) fue legendaria.
Jeritza está enterrada en el Cementerio de la Santa Cruz en North Arlington, Nueva Jersey.